# Bengt Lennart Andersson
Bengt Lennart Andersson ( 1948 - 2005) fue un botánico y taxónomo sueco.
Fue un especialista en Espermatófitas, y en la flora de Ecuador. (enlace roto disponible en Internet Archive; véase el historial, la primera versión y la última).

## Algunas publicaciones

### Libros
- 2004. Rubiaceae-hippotideae. N.º 74 de Flora of Ecuador. Botanical Institute, Göteborg University. 46 pp. ISBN 9188896463

- 1997. A revision of the genus Cinchona (Rubiaceae-Cinchoneae). Volúmenes 80-81 de Flora neotropica. New York Botanical Garden. 115 pp. ISBN 089327416X

- 1997. The genus Ischnosiphon (Marantaceae). N.º 43 de Opera botanica. Lund Botanical Soc. 113 pp. ISBN 9154602254

- 1985. Revision of Heliconia subgen. Stenochlamys (Musaceae-Heliconioideae). Volumen 82 de Opera botanica. Council for Nordic Publications in Botany. 123 pp. ISBN 8788702065

- La abreviatura «L.Andersson» se emplea para indicar a Bengt Lennart Andersson como autoridad en la descripción y clasificación científica de los vegetales.[1]

Se poseen 262 registros IPNI de sus identificaciones y nombramientos de nuevas spp.; publicando habitualmente en : Op. Bot., B (Fl. Ecuador), Pl. Syst. Evol., Novon, Nordic J. Bot., Kew Bull., Phytologia, Mem. New York Bot. Gard., Ann. Missouri Bot. Gard.

## Fuente
- Mabberley, D.J. 1987. The Plant Book. Ed. A. Hansen. Londres